# Cumières
Cumières – miejscowość i gmina we Francji, w regionie Grand Est, w departamencie Marna.

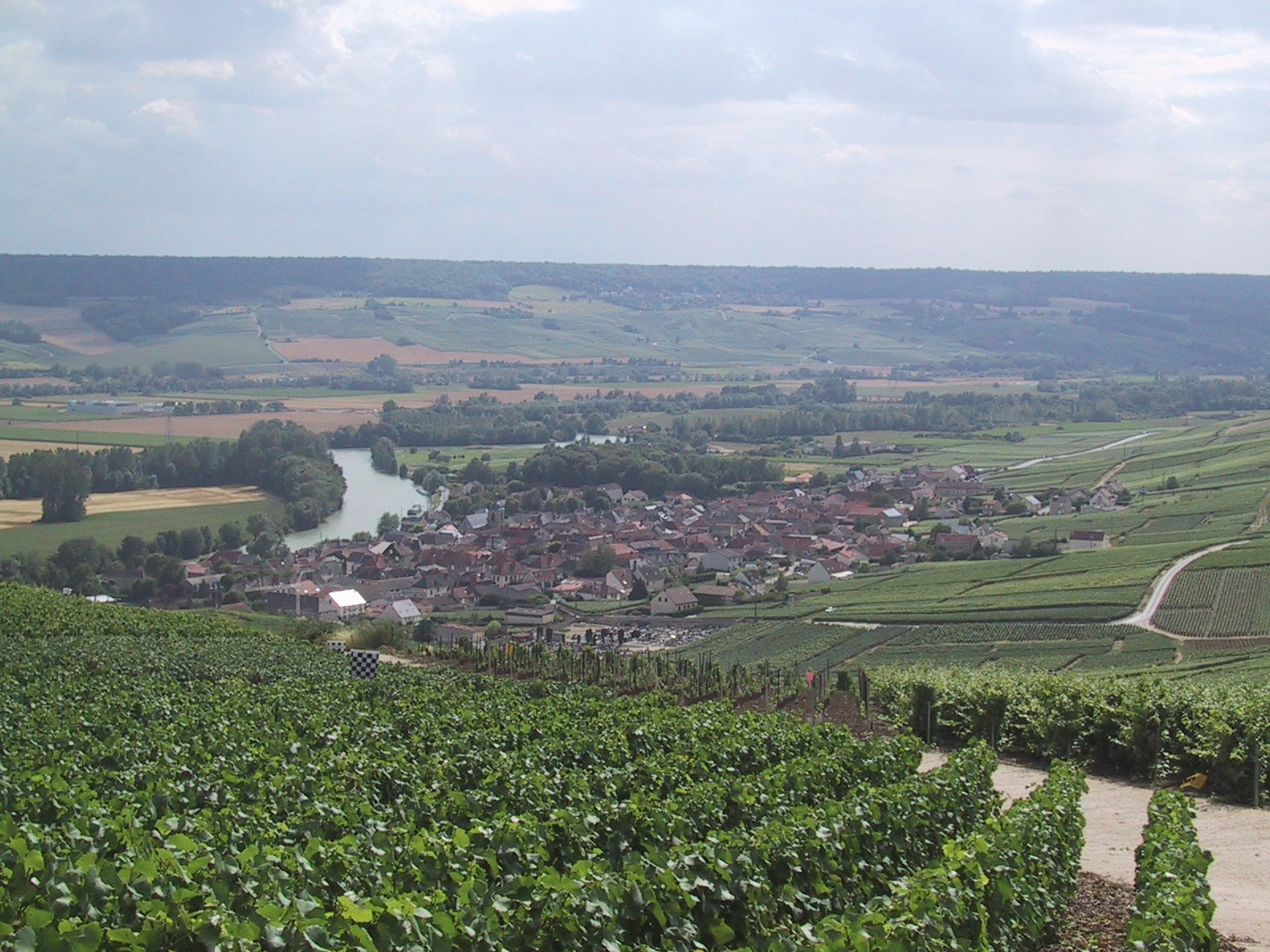
Panorama

Według danych na rok 1990 gminę zamieszkiwało 830 osób, a gęstość zaludnienia wynosiła 278 osób/km².